# Anglure-sous-Dun
Anglure-sous-Dun is een gemeente in het Franse departement Saône-et-Loire (regio Bourgogne-Franche-Comté) en telt 148 inwoners (1999). De plaats maakt deel uit van het arrondissement Charolles.

## Geografie
De oppervlakte van Anglure-sous-Dun bedraagt 6,9 km², de bevolkingsdichtheid is 21,4 inwoners per km².
De onderstaande kaart toont de ligging van Anglure-sous-Dun met de belangrijkste infrastructuur en aangrenzende gemeenten.

## Demografie
Onderstaande figuur toont het verloop van het inwonertal (bron: INSEE-tellingen).